# إريك دنكان (سياسي)
إريك داوسون دنكان (بالإنجليزية: Eric Dawson Duncan) (من مواليد 10 نوفمبر 1987) هو سياسي كندي تم انتخابه لتمثيل دائرة ستورمونت-دونداس-ساوث غلينغاري (بالإنجليزية: Stormont - Dundas - South Glengarry) في مجلس العموم الكندي في الانتخابات الفيدرالية الكندية 2019. كما ٱعيد انتخابه في الانتخابات الفيدرالية الكندية 2021. وهو عضو في حزب المحافظين الكندي. شغل دنكان قبل انتخابه لعضوية البرلمان منصب رييس بلدية بلدة نورث دونداس من عام 2010 إلى عام 2018. وهو أول نائب برلماني مثلي الجنس علنا يتم انتخابه عن حزب المحافظين.
أعلن عن مثليته الجنسية خلال فترة عمله كرئيس للبلدية، ودافع عن زعيم الحزب أندرو شير خلال الحملة الانتخابية الفيدرالية 2019 بشأن موقفه من زواج المثليين من خلال القول إنه لن يرشح نفسه كمحافظ إذا لم يتم الترحيب بتوجهه الجنسي في حزب المحافظين. جادل دنكان بأن حزب المحافظين يجب أن يعيد التفكير في مقاربته لقضايا مجتمع الميم من أجل أن يكون له صدى لدى الناخبين بعد أن زاد الحزب من عدد مقاعده لكنهم لم يحلوا مكان الليبراليين الحاكمين كأكبر حزب في مجلس النواب.